# Батарейная палуба
Батаре́йная па́луба — одна из палуб многопалубного корабля, находящаяся под верхней палубой и служащая для размещения орудий среднего калибра и жилых отсеков.

## История
Появление батарейных палуб стало результатом того, что в 1500 году французский корабел де Шарж (фр. François Descharges) изобрел запирающийся пушечный порт, что позволило размещать орудия на закрытых палубах для стрельбы через порты (амбразуры).
В 1637 году английский кораблестроитель Финеас Петт построил первый в истории корабль с тремя батарейными палубами: верхней (опердек) для мелкой артиллерии, средней (мидельдек) для артиллерии среднего калибра и нижней (гондек) для тяжёлых орудий.
На первых броненосных кораблях (батарейные броненосцы) батарейную палубу использовали для размещения орудий главного калибра (ГК). Когда орудия ГК переместили в барбеты и вращающиеся башни, в батарейной палубе начали устанавливать вспомогательную (противоминную) артиллерию.
В непогоду батарейная палуба использовалась для богослужений и прочих церемоний.

## Классификация кораблей по количеству батарейных палуб
Количество и вид батарейных палуб определяли класс парусного корабля:
- Линкор: две — три батарейных палубы.
- Фрегат: одна закрытая батарейная палуба, иногда пушки ставились на открытой верхней палубе.
- Бриг, бригантина, корвет, клипер, шлюп: одна открытая батарея на верхней палубе.